# Darul-Aman-Palast

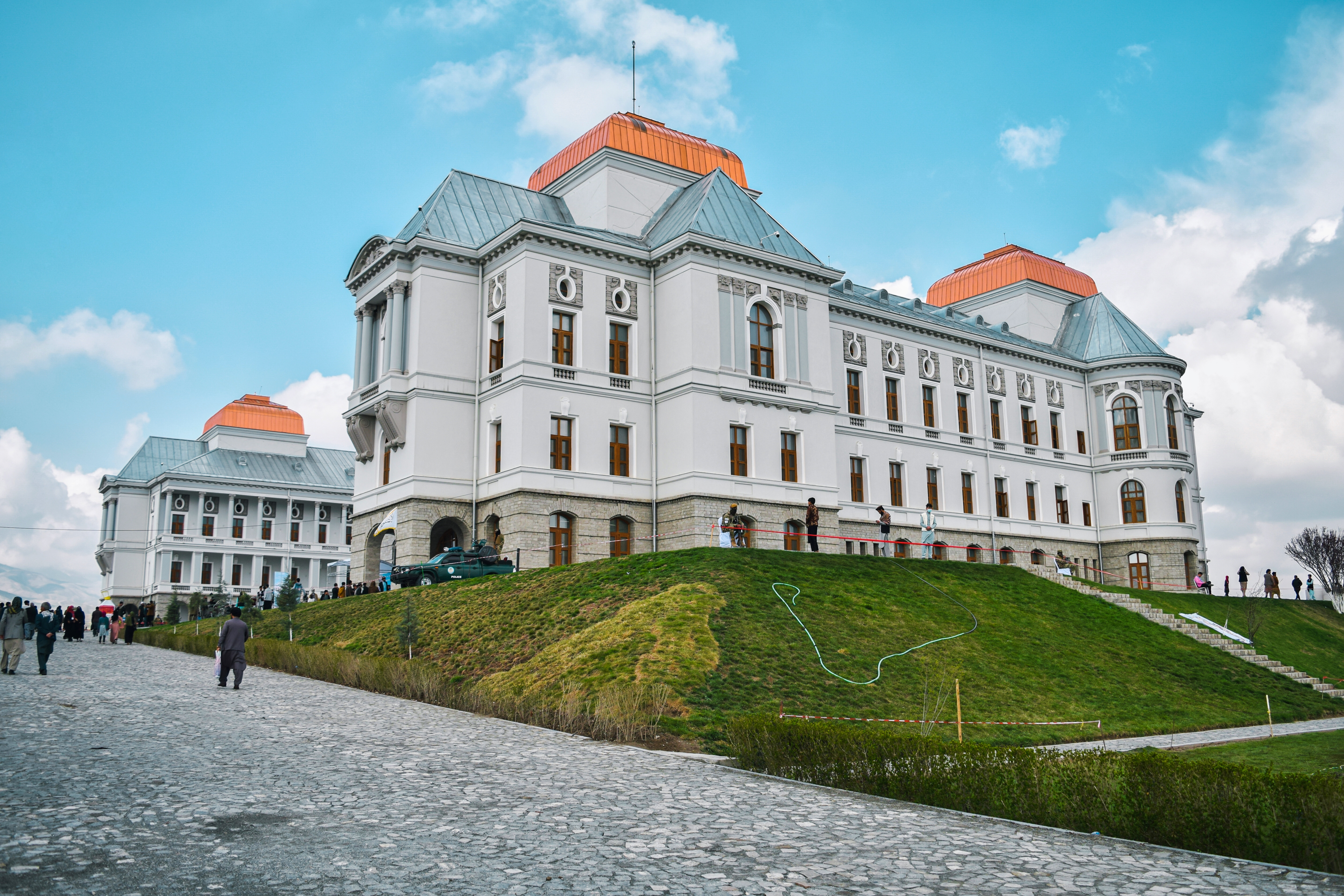
Darul-Aman-Palast

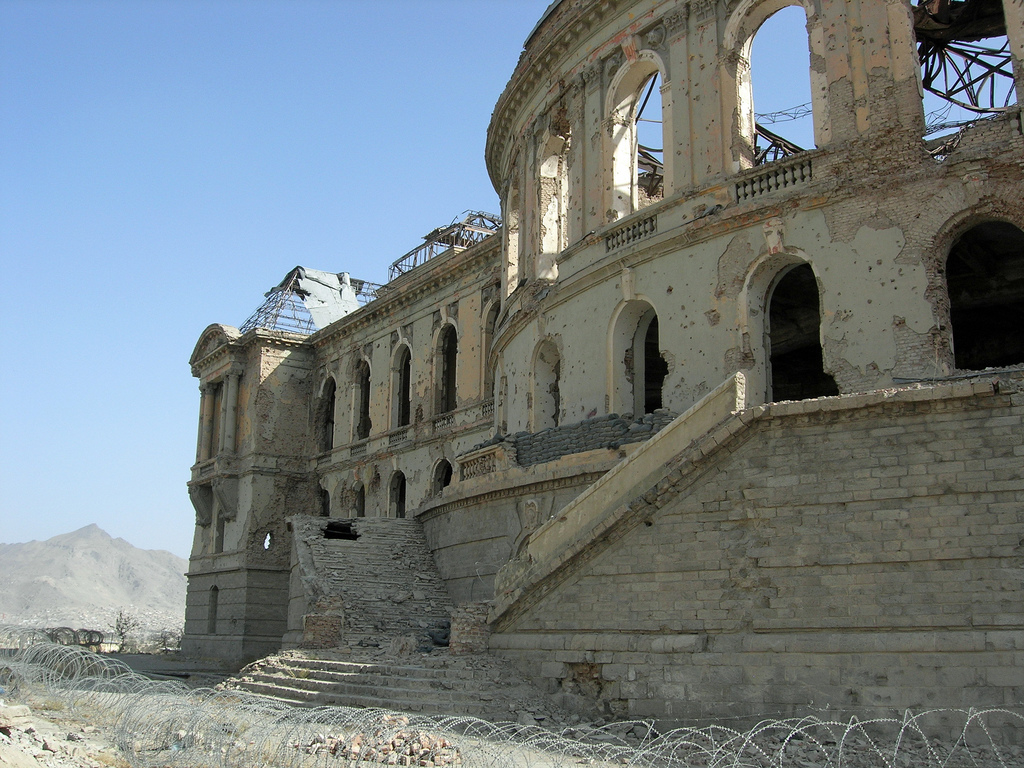
Stacheldraht um den Palast

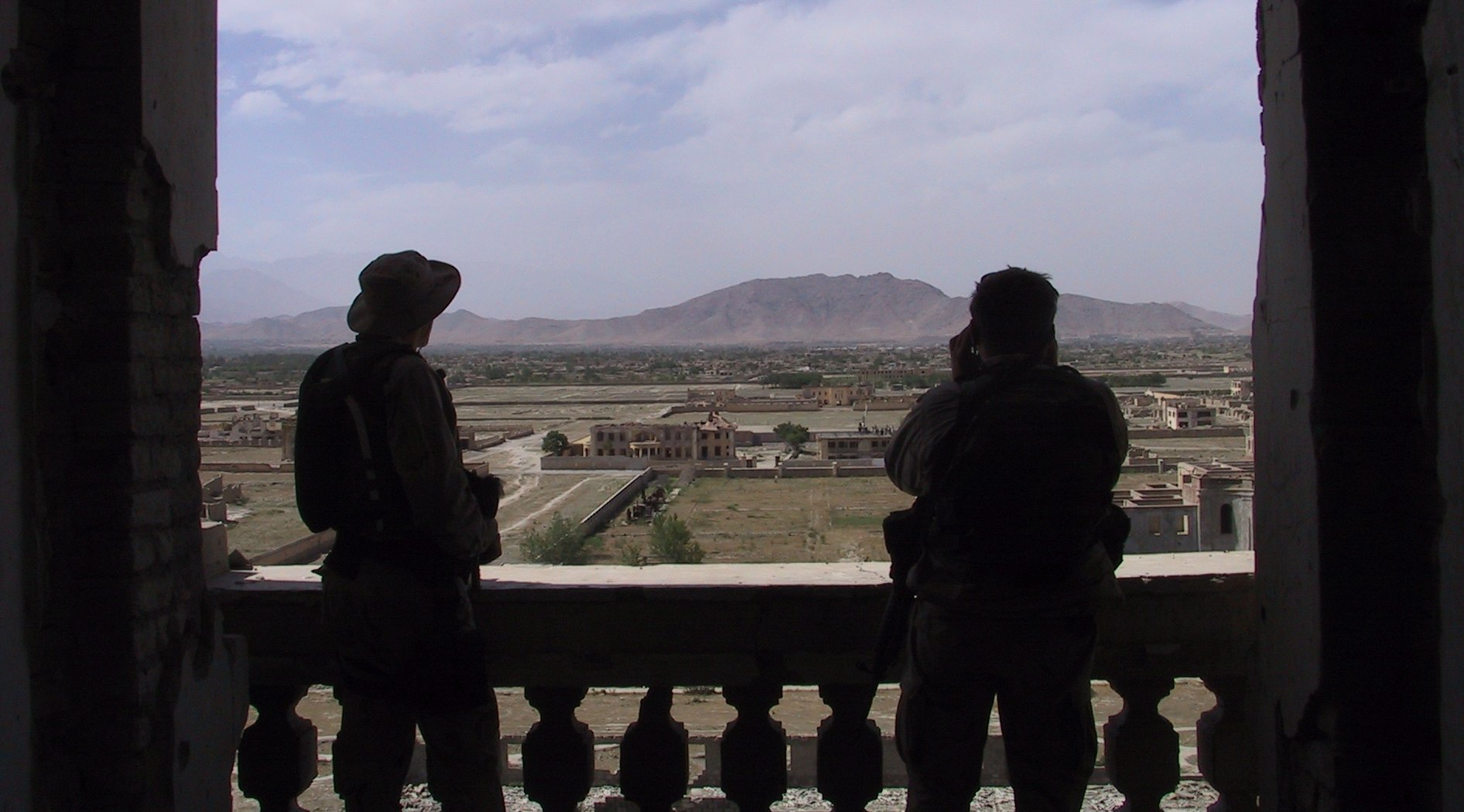
Zwei Angehörige der US Special Forces im Palast mit Blick auf Kabul

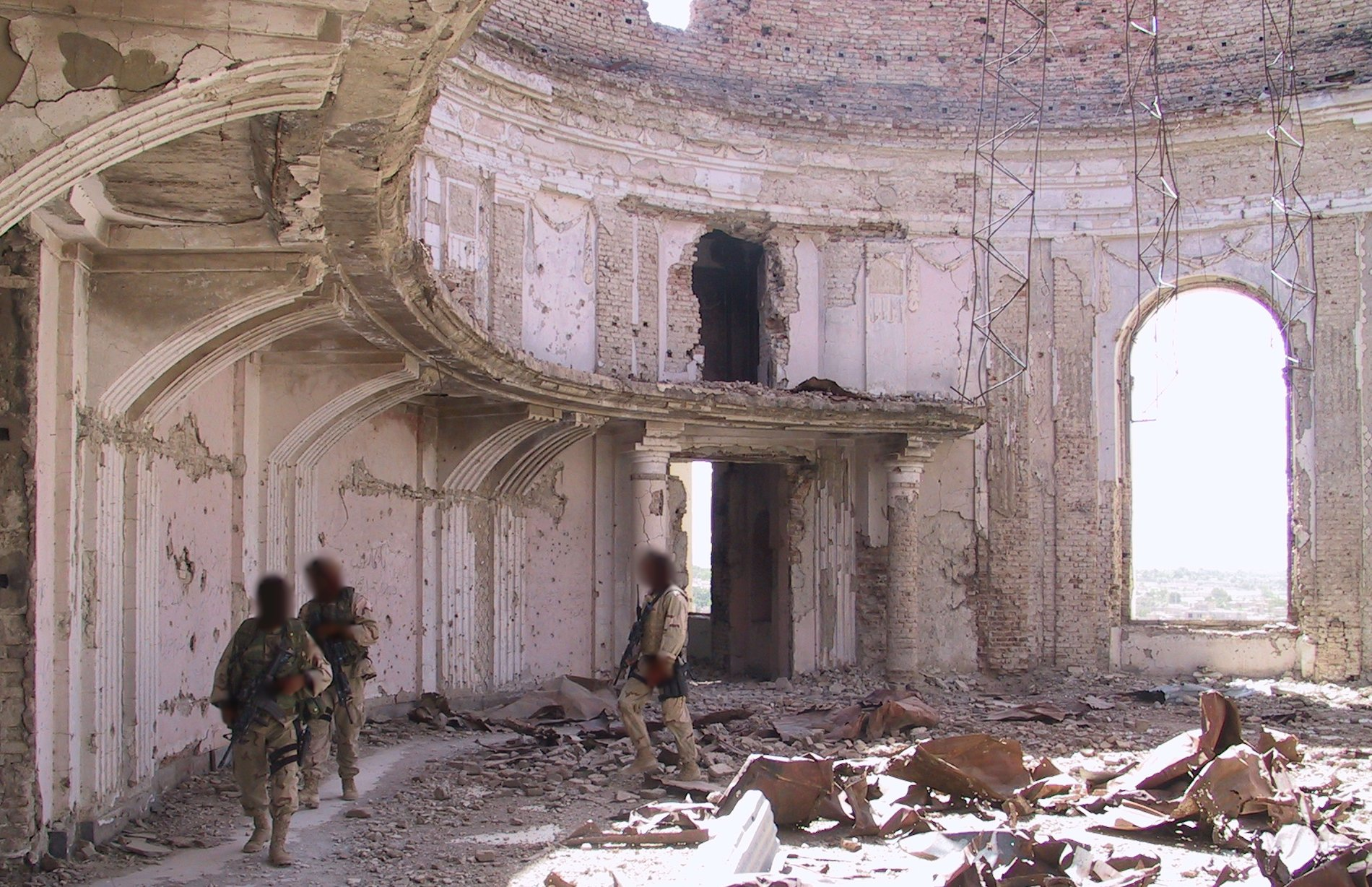
Patrouille im Palast (2002)

Der Dar-ul-Aman-Palast (von arabisch Dar, Stadt wie Darussalam; persisch قصر دارالامان; Paschto: (د دارالامان ماڼۍ) „Palast der sicheren Stadt“, auch Darulaman-Palast) ist ein Palast, etwa zehn Kilometer von Kabul, der Hauptstadt Afghanistans, entfernt.
Das Gebäude wurde in den 1920er-Jahren erbaut und sollte ursprünglich das Parlament und Regierungssitz sowie das Oberste Gericht beherbergen. Erst im Jahre 1964 sind die Staatsterminologien in der Sprache Paschto eingeführt worden.
Auf einem Hügel hinter dem Palast befindet sich der Tajbeg-Palast der früheren Königinnen Afghanistans.

## Geschichte
Der klassizistische Palast wurde in den 1920er Jahren im Zuge der Reformen des Königs Amanullah Khan erbaut. Damals widmete sich König Amanullah auch der Stadtentwicklung Kabuls. Er ließ elf Kilometer vom alten Stadtkern entfernt den neuen Stadtteil Darulaman mit dem gleichnamigen Palast im Zentrum errichten. Das Gebäude dokumentiert das Wirken des deutschen Architekten Walter Harten, den König Amanullah mit seinen Modernisierungsplänen betraut hatte.
Das Projekt geht auf die ursprüngliche Initiative des damaligen Berliner Geheimen Regierungsrats Josef Brix zurück. In den zehn Jahren bis 1929 errichtete ein Team von 22 deutschen Ingenieuren 70 moderne Gebäude in Kabul und bildete beim Bau des Palastes etwa 700 einheimische Fachkräfte aus.
Der Palast sollte eigentlich das neue Parlament Afghanistans beherbergen (das heutige Parlament hat seit 1964 zwei Jirga bzw. Dschirga (mongolisch/turk-altaisch Zelt): Wolesi Dschirga („Zelt des Volkes“ bzw. „Abgeordnetenhaus“) und Meschrano Dschirga („Zelt der Ältesten“ wie Senat)), dieser Plan kam aber durch den Sturz Amanullahs nicht zur Ausführung. Das Anwesen war in den 1920er Jahren über die Kabul–Darulaman Tramway mit Kabul verbunden. Loja Dschirga („Großes Zelt“) ist eine traditionelle Versammlung, in der die Stammesältesten über die großen Themen des Landes tagelang im runden Zelt „Jer“ oder „Ger“ tagten. Diese große Versammlung wurde von Amanullah drei Mal einberufen. In der Zeit von Hamid Karsai verlieh man dieser anachronistischen Form der Versammlung wie dem Thing der Germanen einen „demokratischen“ Ausdruck, zumal Deutschland das große Zelt zur Verfügung stellte und die Moderation der ersten großen Versammlung (Loya Jirga) von der SPD-nahen Friedrich-Ebert-Stiftung im Hintergrund moderiert und von Zalmay Khalilzad, dem US-Botschafter, 2004 stark beeinflusst wurde.
Der Palast stand einige Zeit leer. 1969 brannte er aus und wurde danach in das Nationalmuseum Kabul umgewandelt. In den 1970er und 1980er Jahren residierte dort das Verteidigungsministerium Afghanistans, wobei das Gebäude während der Machtübernahme durch kommunistische Politiker 1978 abermals brannte.
Nach dem Abzug der sowjetischen Truppen im sowjetisch-afghanischen Krieg wurde der Palast während des Bürgerkrieges in den 1990er-Jahren durch Artilleriebeschuss der Mudschaheddin endgültig zur Ruine.
In den späten 2000er und den frühen 2010er Jahren diente die Ruine der ISAF und den an der Operation Enduring Freedom beteiligten Truppen als Beobachtungsposten.
2005 wurde ein Plan zum Neuaufbau des Palastes und des diesen umgebenden Parks vorgestellt. Das Bauwerk sollte Sitz eines zukünftigen afghanischen Parlaments werden. Der Neuaufbau wurde vorwiegend von ausländischen Investoren getragen werden. In Deutschland wurde dazu die Darul-Aman Stiftung gegründet, Schirmherr war Walter Scheel. Der Wiederaufbau war 2019 weitestgehend abgeschlossen. Wobei der Palast am 23. August 2019 eingeweiht wurde.
Beim Wiederaufbau von Palast und Park sollen wie beim ursprünglichen Bau einheimische Fachkräfte ausgebildet werden und zum Einsatz kommen. Zuerst soll daher eine Schule für Bauhandwerker und Gärtner entstehen. Die angehenden Fachkräfte erlernen beim Wiederaufbau ihr Handwerk und führen es dort zuerst aus.
2020 diente der Palast als behelfsmäßiges Krankenhaus.

## Wiederaufbau
Nach einigen Diskussionen und Umstrukturierung der Pläne in der Regierung wurde schließlich der Wiederaufbau von dem historischen Gebäude von Staatspräsidenten mehrmals beschlossen, so dass das Werk endlich in drei Perioden gebaut worden war. Ursprünglich war geplant den Palast am 21.05 (Löwe) des Sonnenjahres 1398 (12. September 2019 oder am 12. Muharram 1441 islamisch nach Mondjahr) zum 100. Jahrestag der sogenannten Unabhängigkeit Afghanistans fertigzustellen. Am 9. Juli 2019 waren dann, nach Aussage des Sprechers des Projekts, 90 % der Baumaßnahmen fertiggestellt.

## Videos
- Darlaman Palast soll nicht als Nationalmuseum Kabul, sondern als Nationalmuseum Afghanistan und Unterbringungsort der ausländischen Gäste der Regierung benutzt werden